# Place de la Révolution (Lima)
Pour les articles homonymes, voir Place de la Révolution.
La Place de la Révolution, ou Campo de Marte, est un grand parc situé dans le district de Jesús María (es), à Lima, capitale du Pérou. Tout autour se trouvent des institutions et des organisations sportives. Il sert également, à l'occasion, de scène politique et d'endroit où se déroule la grande parade militaire.